# Odontostilbe pao
Odontostilbe pao är en fiskart som beskrevs av Cristina M. Bührnheim och Luiz R. Malabarba 2007. Odontostilbe pao ingår i släktet Odontostilbe och familjen Characidae. Inga underarter finns listade i Catalogue of Life.